# Little Joe (film)
Pour les articles homonymes, voir Little Joe (homonymie).
Pour plus de détails, voir Fiche technique et Distribution.
Little Joe est un film austro-germano-britannique réalisé par Jessica Hausner, sorti en 2019.
Le film a été présenté en sélection officielle au Festival de Cannes 2019.

## Synopsis
Alice Woodard est une scientifique travaillant dans un laboratoire se concentrant sur la création de nouvelles plantes. Tandis que sa collègue Bella peine à créer une plante pouvant résister à des semaines de négligence, Alice et Chris, son coéquipier, parviennent à créer avec succès une fleur qui requiert plus d'entretien qu'une plante ordinaire mais qui a pour effet de rendre son propriétaire heureux. Alice décide de nommer la plante « Little Joe » en hommage à son propre fils et emporte l'une des fleurs chez elle pour lui.
Les fleurs commencent à produire énormément de pollen, ce qu'Alice explique par le fait qu'elle les ait rendues stériles. Le même jour, Bello, le chien de Bella, disparaît. Chris va le chercher dans la serre et inhale accidentellement un peu de pollen. Plus tard dans la soirée, il emmène Alice dans un bar et tente de l'embrasser deux fois en vain.
Le jour suivant, Bella retrouve Bello au laboratoire, mais celui-ci l'attaque. Bella dit qu'elle ne reconnaît plus son animal de compagnie. Chris dit plus tard à Alice que Bella a des troubles mentaux et a auparavant tenté de se suicider avant d'être forcée à prendre une année sabbatique et de revenir seulement quelques semaines avant l'arrivée d'Alice au laboratoire. Alice apprend quelques jours plus tard que Bella a fait piquer son chien. Cette dernière est convaincue que le changement de comportement de son chien a été provoqué par les fleurs produites par Alice et parce qu'elles sont stériles ce qu'elle juge contre-nature.
Le fils d'Alice est accidentellement pollinisé par la fleur et commence à agir de façon étrange. Il emmène Selma, une de ses camarades de classe, au laboratoire, où ils volent une des fleurs. Plus tard, il dit à sa mère qu'il pense aller emménager chez son père.
Dérangée par le comportement de son fils, Alice commence à examiner les entrevues des sujets exposés au pollen des fleurs : dans chaque cas, les membres de la famille des sujets disent qu'ils agissent de façon étrange et semblent avoir changé depuis les tests effectués. Cependant, alors qu'Alice commence à croire les accusations de Bella, cette dernière est exposée au pollen et annonce que ses anciennes croyances étaient dues à la paranoïa de ses troubles mentaux.
Joe révèle que Selma et lui ont volé l'une des fleurs afin de polliniser Ivan, ce qui confirme les suspicions d'Alice : la plante contient un virus, sûrement dû aux méthodes hétérodoxes utilisées pour créer Little Joe. Au laboratoire, Bella avoue qu'elle n'a jamais été exposée au pollen et faisait simplement semblant d'être heureuse afin de ne pas se faire remarquer des autres : elle tente ensuite de se suicider.
Quand le patron d'Alice ne croit pas ses suspicions, elle décide de prendre les choses en main et de tuer toutes les fleurs avant leur commercialisation en baissant la température de la serre. Elle est arrêtée par Chris qui, en essayant de l'empêcher de tuer les plantes, l'assomme et la laisse sur le sol du laboratoire, où elle est exposée au pollen des fleurs.
Alice apprend que Little Joe a été nommée pour une récompense et que les fleurs seront vendues au niveau international. Quand Chris s'excuse, elle l'embrasse. Elle autorise Joe à partir vivre chez son père et commence une nouvelle vie avec sa propre Little Joe.

## Fiche technique
- Titre : Little Joe
- Réalisation : Jessica Hausner
- Scénario : Jessica Hausner et Géraldine Bajard
- Direction artistique : Francesca Massariol et Conrad Reinhardt
- Costumes : Tanja Hausner
- Photographie : Martin Gschlacht
- Montage : Karina Ressler
- Musique non originale : Teiji Ito
- Sociétés de production : Coop 99 Filmproduktion, The Coproduction Office, Essential Filmproduktion, The Bureau
- Sociétés de distribution : X Verleih AG (Allemagne), BAC Films (France)
- Pays de production :  Autriche,  Allemagne,  Royaume-Uni
- Langue : anglais
- Format : couleur — 35 mm
- Genre : Drame et science-fiction
- Durée : 100 minutes
- Dates de sortie : 
  - France : 17 mai 2019 (festival de Cannes 2019) ; 13 novembre 2019 (sortie nationale)

## Distribution
- Emily Beecham : Alice Woodard
- Ben Whishaw : Chris
- Kit Connor : Joe Woodard
- Kerry Fox : Bella
- David Wilmot : Karl
- Leanne Best (en) : Brittany
- Lindsay Duncan : la psychothérapeute
- Goran Kostic : M. Simic
- Sebastian Hülk : Ivan
- Yana Yanezic : Mme Simic
- Phénix Brossard : Ric
- Jessie Mae Alonzo : Selma
- Andrew Rajan : Jasper
- Jason Cloud (de) : un étudiant
- Craig McGrath : l'homme chic
- Marie Noel : la troisième collègue
- Andreas Ortner : un employé de bureau
- Phoebe Austen : Ella
- Neil Menage : le premier acheteur
- Karik Samuel : le second acheteur

## Production

### Tournage
Le tournage s'est déroulé du 11 août 2018 au 9 octobre 2018 à Vienne (Autriche), Krems an der Donau et Liverpool.

## Accueil

### Critique
- Le site Allociné recense trente-deux critiques presse, pour une moyenne de 2,6⁄5[4].

- Pour Jacques Morice de Télérama, « Avec ce film étrange mais un peu formaliste, la réalisatrice autrichienne Jessica Hausner n'est pas tout à fait à la hauteur de ses œuvres précédentes. »[5].

- Pour Sylvestre Picard de Première, « Une belle idée, intrigante au départ et bien tenue... Mais voilà, une fois ce postulat établi comme un non-événement, que se passe-t-il ? Trois fois rien. Coincé dans un joli petit univers -les murs pastel d'un laboratoire inhumain- Little Joe ne raconte pas grand-chose d'autre. »[6].

## Distinctions

### Récompenses
- Festival de Cannes 2019 : Prix d'interprétation féminine pour Emily Beecham[7]
- Festival européen du film fantastique de Strasbourg 2019 : mention spéciale du jury
- Utopiales 2019 : Grand prix du jury des Utopiales[8]

### Sélection
- L'Étrange Festival 2019 : sélection en section Mondovision

### Revue de presse
- Yann Tobin, « Cannes 2019. Little Joe », Positif, no 701-702, Institut Lumière/Actes Sud, Paris septembre 2019, p. 88-89,  (ISSN 0048-4911)
- Baptiste Roux, « Les faits de serre », Positif, no 705, Institut Lumière/Actes Sud, Paris,  novembre 2019, p. 40,  (ISSN 0048-4911)